# Hemibystra maculicoxalis
Hemibystra maculicoxalis är en stekelart som beskrevs av Heinrich 1968. Hemibystra maculicoxalis ingår i släktet Hemibystra och familjen brokparasitsteklar. Inga underarter finns listade i Catalogue of Life.